# Егоров, Алексей Степанович
Алексей Степанович Егоров (24.03.1909 — 20.04.1945) — советский военачальник, военный лётчик, участник Советско-финляндской и Великой Отечественной войн, полковник (02.07.1944).

## Биография
Алексей Степанович Егоров родился 24 марта 1909 года в Москве в Российской империи. Русский.
В Красной армии с сентября 1927 года. Окончил Военно-теоретическую школу ВВС РККА в Ленинграде в 1928 году, 3-ю военную школу лётчиков и летнабов в городе Оренбург в 1929 году, Военно-воздушную академию РККА имени профессора Н.Е Жуковского в 1938 году.
В сентябре 1927 года добровольно поступил в Военно-теоретическую школу ВВС РККА в Ленинграде, в 1928 году после её окончания направлен в 3-ю военную школу лётчиков и летнабов в Оренбург. Окончив школу 25 декабря 1929 года назначен 9-ю истребительную авиационную эскадрилью Белорусского военного округа. С ноября 1934 года на учёбе в Военно-воздушной академии РККА имени профессора Н.Е Жуковского в Москве. В декабре 1938 года назначен помощником командира 49-го истребительного авиационного полка в Ленинградском военном округе в городе Пушкин.
С апреля 1939 года — инспектор по технике пилотирования 144-й авиабригады во Пскове. В этой должности участвовал в советско-финляндской войне. Выполнил 80 боевых вылетов, награждён Орденом Ленина. С сентября 1940 года — командир 156-го истребительного авиационного полка 39-й истребительной авиационной дивизии ВВС Ленинградского военного округа.
С началом войны полк принимал участие в боевых действиях на Ленинградском, Волховском, Сталинградском и Север-Западном фронтах. Приговором военного трибунала от 29 августа 1941 года «за невыполнение приказа командира дивизии по обеспечению патрулирования над аэродромом в момент посадки самолётов» осуждён сроком на 7 лет ИТЛ с отсрочкой исполнения. Решением Президиума Верховного Совета СССР от 24 сентября 1942 года судимость снята. В октябре 1943 года подполковник Егоров назначен заместителем командира 240-й истребительной авиационной Невельской дивизии 3-й воздушной армией Калининского фронта. В июне 1944 года переведён на должность командира формирующейся в Харькове 129-й истребительной авиационной дивизии.
Дивизия вошла в состав 1-й воздушной армией 3-го Белорусского фронта и участвовала в Гумбиннен-Гольдапской, Восточно-Прусской, Инстербургско-Кёнигсбергской операциях. В ходе боевых действий полковник Егоров показал себя как решительный, смелый и волевой командир. Однако, 8 марта 1945 года в связи с высокой аварийностью и низкой воинской дисциплиной Егоров был отстранён от командования и направлен в распоряжение Управления кадров ВВС. Находясь в Москве, заболел, был помещён в Центральный авиационный госпиталь, где 20 апреля 1945 года умер.

## Награды
- Орден Ленина[1];
- Орден Красного Знамени[1];
- Орден Красной Звезды (03.11.1944)[1];
- Медали[1].